# SAPHO-Syndrom
Das SAPHO-Syndrom ist eine seltene Erkrankung aus dem Formenkreis der rheumatischen Erkrankungen mit einem Altersgipfel bei jungen Männern und Frauen. Das Akronym SAPHO steht für die auftretenden Symptome:
- Synovitis (nicht erosiv),
- Akne (oft schwere conglobata-Form),
- Pustulosis (der Hände und/oder Füße),
- Hyperostose (vor allem im Sternoclavikulargelenk) und
- Osteitis (Spondylarthropathie, Spondylodiszitis, Chronisch rekurrierende multifokale Osteomyelitis oder pustulöse Arthroosteitis).

Nicht alle Symptome müssen voll ausgeprägt sein. Die Risikomarker HLA-B27 und HLA-B8 sind nicht überzufällig häufig anzutreffen. Beschrieben sind auch Assoziationen mit Psoriasis, Sakroiliitis, entzündlichen Darmerkrankungen, auch Lyme-Borreliose wird diskutiert. Die Patienten haben teilweise erhebliche funktionelle Einschränkungen und fühlen sich bei starker subjektiver Belastung durch die Schmerzen und die Entstellung durch die schweren Hautsymptome häufig von der Medizin alleingelassen. Insgesamt besteht bei frühzeitiger Diagnose eine gute Prognose. Belastend für die Patienten ist jedoch, dass das Syndrom wegen der fächerübergreifenden Symptomatik oft erst in fortgeschrittenem Stadium in seiner Gesamtheit diagnostiziert wird.
Als Ätiopathogenese wird davon ausgegangen, dass sich aus einem subklinischen Infekt (beispielsweise Akne) eine immun-reaktive primär chronische Osteomyelitis entwickelt, begleitet von einer Periostitis mit phasenweisem Knochenschmerz und benachbarter Synovitis.
Die Diagnostik umfasst die bildgebenden Verfahren Skelettszintigraphie und MRT. Laborbefunde sind uncharakteristisch.
Therapeutisch werden symptomatisch nichtsteroidale Antirheumatika (NSAR) verwendet, Physiotherapie, Immunsuppression mit Kortikoiden, sowie das Vermeiden schmerzhafter Belastung. Auch beschrieben: MTX, Colchicin. Ein weiterer therapeutischer Ansatz sind Bisphosphonate (v. a. Zoledronsäure), bestimmte Antibiotika (Doxycyclin, Azithromycin), eine Interferontherapie, sowie die TNF-α-Inhibitoren Infliximab und Etanercept, unter denen sich die ohnehin schwere Akne eventuell verschlechtern kann.